# Kerahnjúkur
Kerahnjúkur är en bergstopp i republiken Island. Den ligger i regionen Norðurland eystra, 260 km nordost om huvudstaden Reykjavík. Toppen på Kerahnjúkur är 1 088 meter över havet.
Runt Kerahnjúkur är det mycket glesbefolkat, med 3 invånare per kvadratkilometer. Närmaste större samhälle är Dalvík, nära Kerahnjúkur. Trakten runt Kerahnjúkur består i huvudsak av gräsmarker.